# Quattro guarnigioni di Anxi

Campagne dei Tang contro gli stati delle Regioni Occidentali.

Le Quattro guarnigioni di Anxi (安西四鎮T, 安西四镇S, Ānxī SìzhènP, Anhsi SzuchenW) erano guarnigioni dell'esercito cinese create tra il 648 e il 658, durante la dinastia Tang. Queste guarnigioni erano situate nelle città-stato indoeuropee di Qiuci (Kucha), Yutian (Hotan), Shule (Kashgar) e Yanqi (Karasahr). Esse erano le basi principali a partire dalle quali i Cinesi assicuravano la sorveglianza e la protezione del Protettorato di Anxi, la cui sede si trovava a Qiuci/Kucha.

## Storia
Il Protettorato di Anxi fu creato nel 640, in seguito alla conquista del regno di Gaochang nel settembre di quell'anno da parte del generale Hou Junji. Dopo la sua annessione, questo regno fu trasformato nello Zhou di Xi (西州), che diventò la sede del Protettorato di Anxi l'11 ottobre 640. La sede del protettorato fu spostata a Qiuci nel 648, dopo l'annessione del regno di Kucha da parte della dinastia Tang.
Gli inizi del furono segnati da tumulti locali, provocati e sostenuti dal Khaganato turco occidentale. Il Protettore generale messo nel posto dai Tang fu assassinato e la sede del protettorato fu di nuovo spostata nello Zhou di Xi nel 651. Fu solo quando la dinastia Tang sconfisse il Khaganato turco occidentale nel 658, che la sede del protettorato ritornò di nuovo a Qiuci. Lo stabilimento completo delle quattro guarnigioni, e con esse di un vero, protettorato militare dei Tang sul bacino del Tarim, risale dunque al 658, dopo la sconfitta di Ashina Helu, il khagan dei Turchi occidentali.
Dopo il declino dell'egemonia turca sulla regione, fu l'Impero tibetano che diventò il principale concorrente dei Tang per il controllo di questa zona. I Tibetani invasero a più riprese il Bacino del Tarim e i regni vicini, contestando in permanenza il controllo dei Tang sulle Regioni Occidentali. Durante tutta l'esistenza del protettorato, interi settori del bacino passarono regolarmente dalle mani dei Tang a quelle dei Tibetani e viceversa. Nel corso di questo periodo, la sede del protettorato fu spostata a Suiye, ugualmente conosciuta sotto il nome di Suyab, a causa dei tumulti. I Tang riuscirono a creare una stabilità relativa nella regione solo nel 692, quando la sede del protettorato fu reinstallata a Qiuci. Pertanto, questa non si mosse più fino alla scomparsa del protettorato negli anni 790.
Nel 702, Wu Zetian trasformò lo Zhou di Ting (Jimsar) nel Protettorato di Beiting, al quale furono annessi gli Zhou di Yi (Hami) e Xi, a detrimento del Protettorato di Anxi.
Anche se l'influenza dei Tang sulle regioni dell'ovest era abbastanza stabile, l'Impero tibetano continuò ad attaccare il Protettorato di Anxi, ma senza riuscire ad assicurarsi una base solida prima dell'inizio della ribellione di An Lushan nel 755. Quando scoppiò la ribellione, i Tang richiamarono la maggioranza delle loro truppe in guarnigione sulle frontiere per tentare di schiacciare An Lushan, il che diede ai Tibetani un'occasione per invadere le frontiere dei Tang in tutta impunità. Nel 763, un grande esercito tibetano riuscì perfino a occupare Chang'an, la capitale dei Tang, per un breve periodo di tempo prima di essere obbligati a ripiegare. Lo stesso anno, i Tibetani occuparono Yanqi, in maniera ben più durevole. Il corridoio di Hexi e il Protettorato di Beiting, che erano vicini al Protettorato di Anxu, furono ugualmente invasi.
La disfatta dei Tang continuò durante gli anni seguenti, perché persero il controllo dello Zhou di Liang nel 764, di quelli di Gan e Su nel 766, di quello di Gua nel 776, e dello Zhou di Sha nel 787. Il Protettorato di Beiting fu ugualmente colpito, perché i Tang persero lo Zhou di Yi nel 781, quello di Ting nel 790 e lo Zhou di Xi nel 792.
Qiuci, la sede del Protettorato di Anxi, cadde nel 787 e Yutian nel 792. Non si sa che cosa accadde a Shule.

## Le città-guarnigioni
Il monaco buddhista Xuánzàng visitò le Regioni Occidentali durante gli anni 630-640. Le descrizioni che lasciò nelle sue varie opere ci danno un'idea dell'aspetto e della ricchezza della regione in quell'epoca.

### Kucha

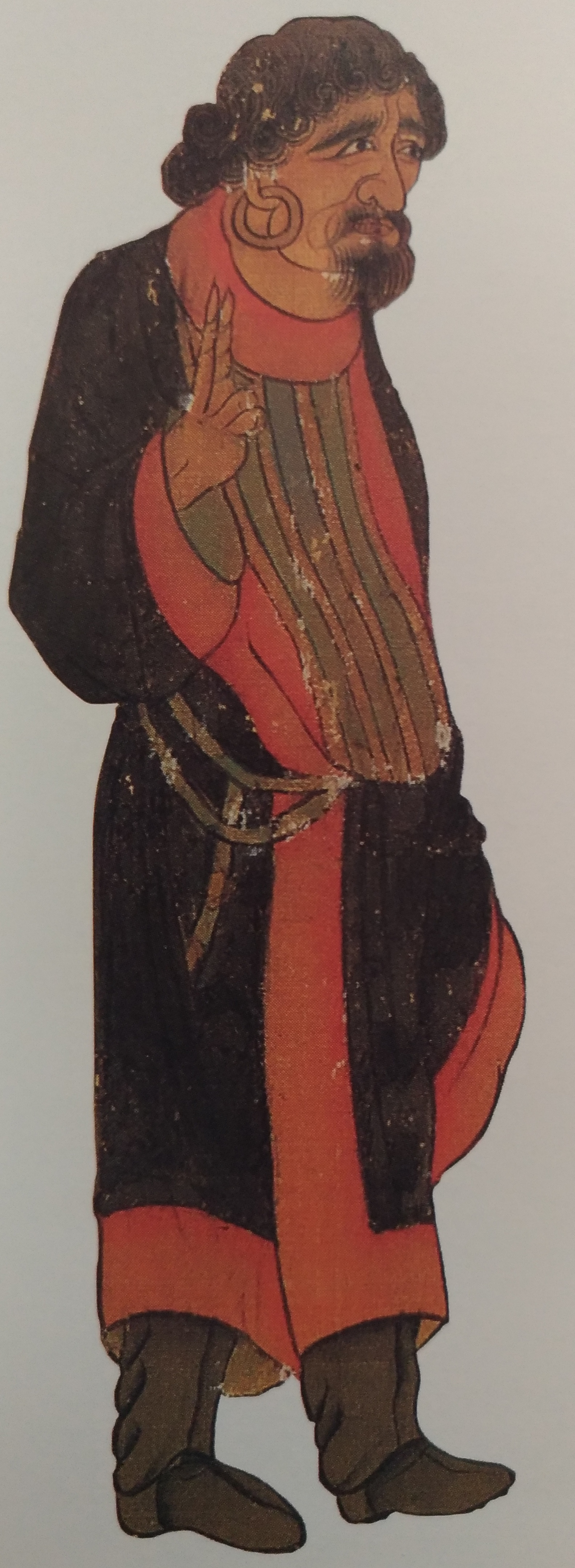
Tributario di Kucha. Illustrazione tratta dal Wang hui tu di Yan Liben

Xuánzàng visitò Kucha durante gli anni 630. Descrive questa città nella maniera seguente.
Ci sono circa 100 conventi in questo paese, con più di 5.000 discepoli. Questi appartengono al Piccolo veicolo della scuola Sarvāstivāda. Le loro dotrine e le loro regole di disciplina sono come quelle dell'India, e quelli che le leggono utilizzano gli stessi [testi] originali [dell'India]... A quasi 40 Li a nord di questa città desertica ci sono due conventi vicini l'uno all'altro, sul pendio di una montagna... All'esterno della porta ovest della città principale, sui lati destro e sinistro della strada, ci sono statue di Buddha, di circa 90 piedi di altezza.»

### Karasahr
Secondo lo Zhoushu, o Libro degli Zhou, che fu compilato intorno all'anno 636, Karasahr era un piccolo paese povero e composto da molte città fortificate. Ecco come è descritto nella traduzione dello Zhoushu realizzata da Roy Andrew Miller:

### Kashgar

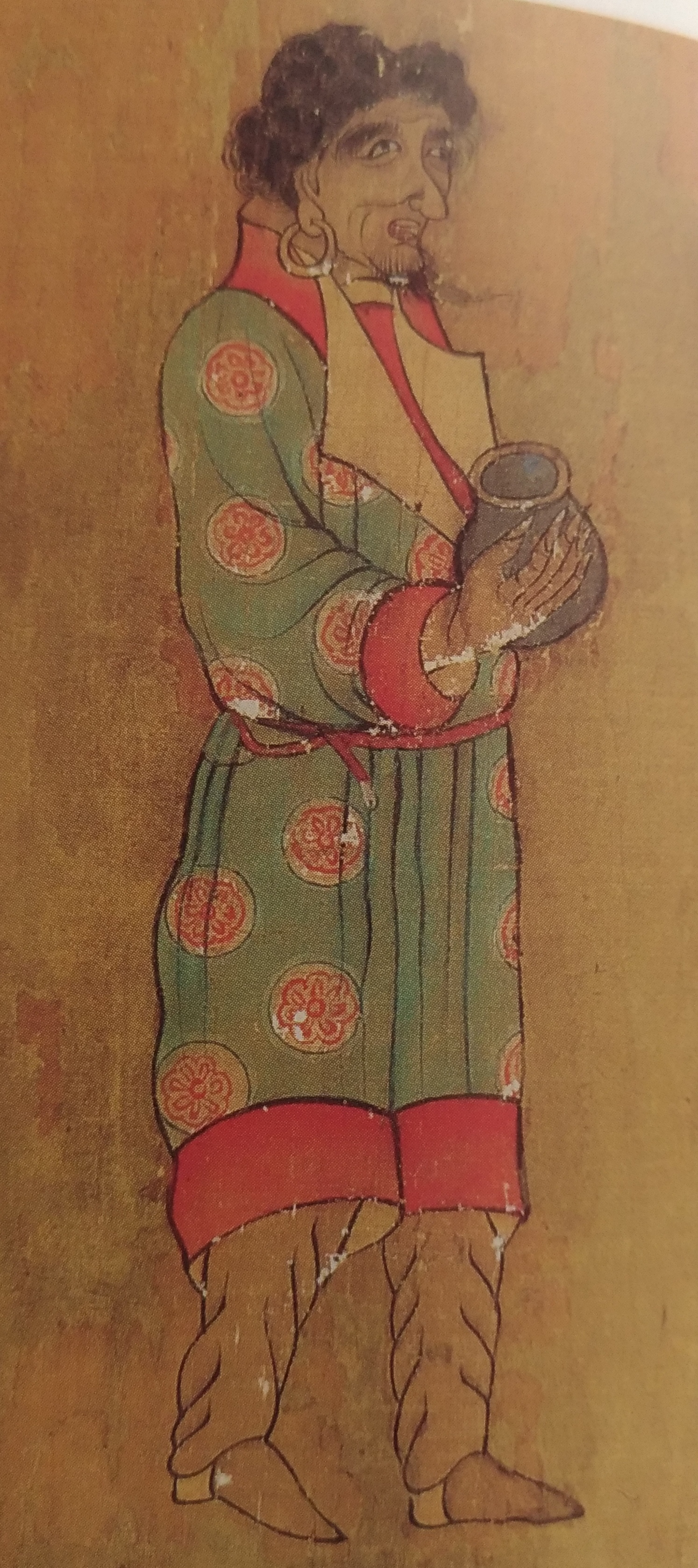
Tributario di Hotan. Illustrazione tratta dal Wang hui tu di Yan Liben.

Xuanzang si recò a Kashgar vero l'anno 644, e secondo il resoconto che ne fa Sally Hovey Wriggins, ecco che cosa trovò in questa città:
(Sally Hovey Wriggins)

### Hotan
Xuanzang visitò Hotan nel 644 e vi rimase otto mesi.